# Estefania Ermengol d'Urgell
|  | Aquest article tracta sobre la filla d'Ermengol V d'Urgell. Vegeu-ne altres significats a «Estefania d'Urgell». |

Estefania d'Urgell, també anomenada Estefania Ermengol, (? — 1143) va ser una noble i dama castellana, filla del comte d'Urgell Ermengol V i de la seva dona María, filla del senyor de Valladolid, Pedro Ansúrez. Va ser també germana d'Ermengol VI, hereu dels estats del comte Ansúrez i del comtat d'Urgell. És coneguda per haver estat la fundadora del monestir de Valbuena.
A cura del seu avi, sembla que es va educar al costat de la reina Urraca, especialment a la mort del seu pare el 1102, que va fer que s'instal·lés definitivament als estats de Valladolid. Més tard, la reina els va atorgar altres possessions a ella i als seus germans, però va rivalitzar amb la seva cosina Eilo per la dotació de monestirs. A la mort de la reina Urraca el 1119, Estefania va rebre per a sí sola, sense haver de compartir-ho amb marits o fills, la localitat de Cevico de la Torre. A més d'estar emparentades de sang, Urraca l'esmenta com a cogermana per haver estat educades possiblement juntes sota la tutela de María Ansúrez. D'ella també va rebre el lloc de Valbuena de Duero, que després Estefania va cedir al rei Alfons VII, perquè confirmés la donación i fundació d'un monestir el 1143, on s'assentaria el futur monestir de Santa María de Valbuena.
Es va casar el 19 de novembre de 1119 amb Fernando García, i va rebre com a dot els pobles de la merindad de Castrojériz, així com Cevico, propietat que ja tenia per donació d'Urraca. Van tenir com a filla a Urraca Fernández, que posteriorment es va casar amb el rei Alfons VII. En segons núpcies es va casar amb Rodrigo González de Lara el 1135, però quan va fundar el monestir de Valbuena el 1143 ja era vídua.